# 塔什干電視塔
塔什干電視塔是一座高375米（1,230英尺）的塔，位於烏茲別克斯坦首相塔什干，是世界第十二高的塔。建設於1978年開始，於1985年1月15日開始運營。從1985年到1991年，它是世界第四高的塔。電視塔是在1971年9月1日提出建造，目的是將電視和廣播信號傳播到整個烏茲別克斯坦。它是一個垂直懸臂結構，並由鋼材建造。

## 外部連結
- 有關塔的在線期刊 （页面存档备份，存于）
- 官方网站
- Structurae数据库中Tashkent Tower的数据

41°20′44.05″N 69°17′4.57″E / 41.3455694°N 69.2846028°E